# Viktor Noi Viðarsson
Viktor Noi Viðarsson (15 februari 2007) is een IJslands-Belgisch voetballer die onder contract ligt bij KAA Gent.

## Clubcarrière
Viðarsson ruilde in 2020 de jeugdopleiding van KSC Lokeren voor die van KAA Gent. In mei 2022 ondertekende hij zijn eerste profcontract bij de club. Op 10 november 2024 maakte hij zijn officiële debuut voor Jong KAA Gent, het beloftenelftal van de club dat toen uitkwam in Eerste nationale: in de 0-4-competitiezege tegen Hoogstraten VV liet trainer Thomas Matton hem in de 86e minuut invallen voor Tibe De Vlieger. Een paar maanden later liet Gent hem het seizoen op huurbasis uitdoen bij stadsgenoot Racing Club Gent.
In mei 2025 brak Gent het contract van Viðarsson open tot 2027. Kort daarop maakte hij zijn profdebuut in het shirt van Jong Gent: op de openingsspeeldag van de Challenger Pro League liet trainer Thomas Matton hem in de 1-4-zege tegen Olympic Club Charleroi in de 73e minuut invallen.

## Clubstatistieken
| Seizoen         | Club               | Land            | Competitie           | Competitie | Competitie | Beker | Beker | Supercup | Supercup | Europees | Europees | Totaal | Totaal |
| Seizoen         | Club               | Land            | Competitie           | Wed.       | Dlp.       | Wed.  | Dlp.  | Wed.     | Dlp.     | Wed.     | Dlp.     | Wed.   | Dlp.   |
| --------------- | ------------------ | --------------- | -------------------- | ---------- | ---------- | ----- | ----- | -------- | -------- | -------- | -------- | ------ | ------ |
| 2024/25         | Jong KAA Gent      | Vlag van België | Eerste nationale VV  | 1          | 0          | —     | —     | —        | —        | —        | —        | 1      | 0      |
| 2024/25         | → Racing Club Gent | Vlag van België | Tweede afdeling VV A | 12         | 0          | 0     | 0     | —        | —        | —        | —        | 12     | 0      |
| 2025/26         | Jong KAA Gent      | Vlag van België | Eerste klasse B      | 1          | 0          | —     | —     | —        | —        | —        | —        | 1      | 0      |
| Carrière totaal | Carrière totaal    | Carrière totaal | Carrière totaal      | 14         | 0          | 0     | 0     | 0        | 0        | 0        | 0        | 14     | 0      |

Bijgewerkt op 8 augustus 2025.

## Interlandcarrière
Viðarsson kwam in het verleden uit voor verschillende Belgische jeugdcategorieën. In 2024 speelde hij zijn eerste jeugdinterlands voor IJsland.

## Privé
- Viðarsson is de zoon van voormalig profvoetballer Arnar Viðarsson.[1]

2 Kotto ·
3 Brown ·
4 Watanabe ·
5 Lopes ·
6 Gandelman ·
8 Gerkens ·
9 Guðjohnsen ·
10 Omgba ·
11 Sonko ·
12 Gambor ·
13 Mitrović ·
14 Vanzeir‎ ·
15 Ito ·
16 Delorge ·
17 Hjulsager ·
18 Samoise ·
19 Surdez ·
20 Araújo ·
21 Dean ·
22 Fadiga ·
23 Torunarigha ·
24 Kums  ·
26 Fortin ·
27 De Vlieger ·
29 Varela ·
30 De Schrevel ·
32 Vandenberghe ·
33 Roef ·
35 De Meyer ·
45 Goore ·
Coach: Milićević
· Assistent-coach: Van Dessel